# Canon EOS 700D
Canon EOS 700D là máy ảnh phản xạ ống kính đơn kỹ thuật số cho người dùng phổ thông 17,9 megapixel của Canon công bố ngày 21-3-2013. Thuộc dòng 3 số của Canon EOS, 700D là máy kế tiếp của EOS 650D và được kế tiếp bởi EOS 750D và Canon EOS 760D. Dù vậy so với 650D thì 700D chỉ có một vải cải tiến nhỏ về hình thức bên ngoài, trong đó nút xoay chế độ có thể xoay 360 độ, các biểu tượng trên nút xoay chế độ được làm gờ lên và phủ crom.

## Cấu hình của Canon EOS 700D[2]
Về tất cả các thông số kỹ thuật thì 650D và 700D không có nhiều điểm khác nhau.
Các đặc điểm khác của 700D bao gồm:
- Vòng xoay chế độ có thể xoay 360 độ
- Xem trước hiệu ứng Creative Filter trong Live view
- Lớp cao su phủ bên ngoài máy thừa hưởng từ 60D.

Ngoài ra, 700D được bán ra kèm ống kit 18-55 IS STM thay vì 18-55 IS II trên 650D.
Đặc điểm chính của 700D bao gồm:
- Vỏ làm bằng thép không gỉ, polycarbonate có phủ sợi thủy tinh
- Cảm biến: 18 megapixel APS-C Hybrid CMOS
- Bộ xử lý hình ảnh: DIGIC 5, chụp được ảnh RAW 14 bit
- Hệ thống lấy nét 9 điểm dạng ngang dọc ở f/5.6, điểm chính giữa ngang dọc chéo (double cross-type), rất nhạy ở f/2.8 hoặc cao hơn
  - Có khả năng lấy nét theo pha và theo độ tương phản, sẽ phát huy hết hiệu quả nếu sử dụng với các ống kính Canon dùng mô-tơ lấy nét STM.
- ISO: 100 - 12.800, mở rộng đến 25.600
  - ISO tự động 100-6400 trong M, Av, Tv, P.
  - Thêm tính năng giảm nhiễu ở ISO cao bằng cách chụp nhiều hình liên tiếp và "chồng" lên nhau, chỉ khả dụng khi dùng định dạng ảnh JPEG.
- Chụp ảnh liên tục: 5 khung hình/giây
- Màn hình xoay lật LCD cảm ứng điện dung 3" Clear View II TFT 1.040.000 chấm
  - Màn hình cảm ứng có thể được dùng trong live view (chạm và giữ để chụp hình), quay video, xem lại hình
- Lấy nét trong live view bao gồm: Quick (lấy nét theo pha, gương lật sẽ hạ xuống để ánh sáng đi vào cảm biến lấy nét), Vùng linh hoạt (đa vùng), Vùng linh hoạt (1 vùng), Nhận diện khuôn mặt có bám nét.
  - Hiển thị điểm lấy nét sẽ gần giống như trong các máy compact.
- Viewfinder: quang học, có độ bao phủ 95%
- Quay video Full-HD, tốc độ 24/25/30 hình/giây; Quay video HD 24/25/50/60 hình/giây, micro stereo tích hợp
  - Thêm Movie Servo hỗ trợ việc quay video.
- Thiết kế menu kiểu mới.
  - Có thêm Photobook Set-up
  - Cài đặt giờ theo vùng (lựa chọn thành phố)
  - Trình sửa lỗi ống kính có thể sửa lỗi quang sai.
  - Hỗ trợ GPS, phụ kiện GP-E2 (DSLR Canon cấp thấp đầu tiên có hỗ trợ phụ kiện GPS).
- Cảm biến mắt ngay trên ống ngắm, nhận biết khi nào người dùng đưa máy lên để chụp.
- Cần gạt on/off bây giờ có thể dùng để chuyển sang chế độ quay video.
- Creative Filter được tăng thêm Art Bold Effect và Water Painting Effect.
- Quay video time-lapse nếu có kết nối với máy tính.